# DeSoto Suburban

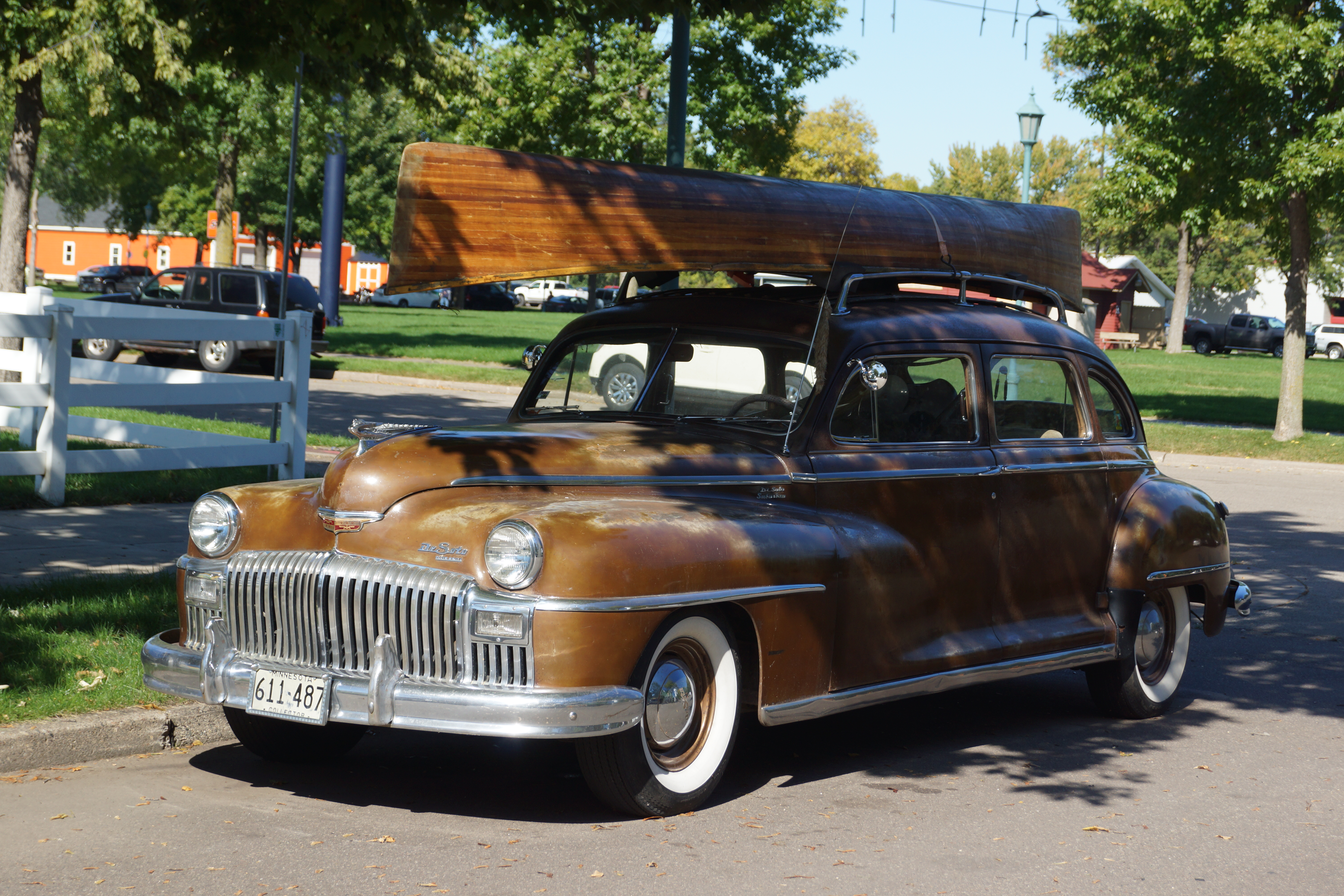
DeSoto Suburban

Der DeSoto Suburban – auch bekannt als DeSoto Powermaster eight passenger sedan – war ein schwerer PKW, den Chrysler unter der Automarke DeSoto in den Modelljahren 1946 bis 1954 herstellte.

## Geschichte
Beim DeSoto Suburban handelte es sich um die Langversionen der DeSoto-6-Zylinder-Modellreihen Deluxe, Custom und Powermaster.
Der Suburban unterschied sich von den anderen DeSotos durch sein langes Fahrgestell mit 3543 mm (139.5 in) Radstand, auf dem eine 4-türige Limousinen-Karosserie mit einer dreifenstrigen Seitenlinie aufgebaut war, die ab Werk 8 Passagiere befördern konnte. Dies wurde durch zusätzliche Klappsitze bewerkstelligt, eine Besonderheit waren dabei die hinteren Sitze, die nach vorne geklappt einen erweiterten ebenen Laderaum ergaben.
Alle Suburban hatten wie die Modelle Deluxe und Custom sowie die Powermaster vor 1953 Chryslers langhubigen  Reihen-Sechszylinder-Ottomotor mit stehenden Ventilen („L-Head“) und 3813 cm³ (237 in³) Hubraum, der 109 bhp (81 kW) Leistung bei 3600/min entwickelte. Dies war genügend Leistung, um die fast 2 Tonnen schweren Wagen auf Reisegeschwindigkeit zu bewegen; der Suburban konnte mit diesem Motor mit ausreichender Geschwindigkeit dahingleiten, war aber nicht für Blitzstarts geeignet.
Die meisten Suburban hatten ab Werk nach Kundenwunsch einen Dachgepäckträger. Da es von den drei Modellreihen keine Kombis gab, war der Suburban das Auto der Wahl für Kunden, die große Transportvolumina benötigten, insbesondere für das Taxigewerbe. Der Suburban war zu seiner Zeit auch öfters als Zugfahrzeug für Wohnwagen zu sehen, wofür er sich aufgrund seines langen Radstands sowie recht hohen Eigengewichts besonders eignete.
Der Suburban bildete auch die Basis von DeSotos luxuriösem Pullman-Modell, einem seltenen Modell das weniger in Serie entstand als auf spezielle Kundenanforderung. Ende des Modelljahres 1949 wurde der Pullman allerdings eingestellt, weil es billiger war, die Wagen mit langem Fahrgestell an spezialisierte Stellmacherbetriebe auszuliefern und dort umbauen zu lassen als entsprechende Fahrzeuge selbst zu bauen.
Trotz der Popularität im Taxigewerbe – DeSoto war der zweitbeliebteste Hersteller nach dem Marktführer Checker – plante Chrysler 1955 die Umgestaltung und Abspaltung des Modells in eine eigene Marke (Imperial), was bei der gleichzeitig erfolgten Umstellung der DeSoto-Pkw auf V-Achtzylinder-Motoren das Ende des DeSoto-Modells mit langem Fahrgestell Ende 1954 bedeutete.